# Nathan Stoltzfus
Nathan Stoltzfus, né en 1954, est un historien américain, spécialiste de la Shoah, qui enseigne au département d'histoire de l'Université d'État de Floride.

## Biographie
Nathan Stoltzfus est né en 1954.

## Œuvres
Articles:
- (en) Nathan Stoltzfus. The German Women Who Stood Up to the Nazis. The Jewish Press, New York, March 13, 2013[1].

Livres:
- (en) Nathan Stoltzfus.Resistance of the Heart: Intermarriage and the Rosenstrasse Protest in Nazi Germany , W.W. Norton 1996.  (ISBN 9780393039047)